# Генріх Мюллер (дипломат)
Генріх Мюллер (нім. Heinrich Müller) — Австро-Угорський дипломат. Консул Австро-Угорщини в Одесі (1891—1900)..

## Життєпис
Спочатку він служив в консульствах Австро-Угорщини в європейській частині Османської імперії, потім виконував конфіденційні місії в Боснії. Пізніше він став консулом в українському місті Одеса часів російської імперії.
Він був призначений цивільним агентом у Македонії у зв'язку з виконанням Програми реформ Мюрцстега. Його помічник — колишній консул у Скоп'є Альфред Рапопорт.